# ۶۴ (عدد)
۶۴ (عدد)
۶۴(شصت و چهار) یک عدد طبیعی است که بعد از ۶۳ و قبل از ۶۵ قرار دارد.
این عدد یک مربع کامل است.